# Kyalite River
Kyalite River är ett vattendrag i Australien. Det ligger i delstaten New South Wales, i den sydöstra delen av landet, omkring 720 kilometer väster om delstatshuvudstaden Sydney.
Trakten runt Kyalite River består till största delen av jordbruksmark. Trakten runt Kyalite River är nära nog obefolkad, med mindre än två invånare per kvadratkilometer. Genomsnittlig årsnederbörd är 353 millimeter. Den regnigaste månaden är februari, med i genomsnitt 56 mm nederbörd, och den torraste är november, med 8 mm nederbörd.